# ماتاوا
ماتاوا (واشنطن) (بالإنجليزية: Mattawa, Washington)‏ هي مدينة تقع في الولايات المتحدة في مقاطعة غرانت، واشنطن. يقدر عدد سكانها بـ 4,437 نسمة ومساحتها 1.92 كم2 وترتفع عن سطح البحر 234 متر.

## التركيبة السكانية
قام مكتب تعداد الولايات المتحدة بتحديد بيانات التركيبة السكانية لماتاوافي تعداد الولايات المتحدة. في ما يلي، التركيبة السكانية حسب تعدادي 2000 و2010.

### تعداد عام 2000
بلغ عدد سكان ماتاوا 2,609 نسمة بحسب تعداد عام 2000، وبلغ عدد الأسر 495 أسرة وعدد العائلات 438 عائلة مقيمة في البلدة.
وتوزع التركيب العرقي للبلدة بنسبة 29.59% من البيض و 0.54% من الأمريكيين الأصليين و 0.92% من الأمريكيين ذوي الأصول الآسيوية و 0.19% من الأمريكيين الأفارقة و 2.91% من عرقين مختلطين أو أكثر.
بلغ عدد الأسر 495 أسرة كانت نسبة 66.7% منها لديها أطفال تحت سن الثامنة عشر تعيش معهم، وبلغت نسبة الأزواج القاطنين مع بعضهم البعض 64.2% من أصل المجموع الكلي للأسر، ونسبة 10.7% من الأسر كان لديها معيلات من الإناث دون وجود شريك، وكانت نسبة 11.5% من غير العائلات. تألفت نسبة 5.5% من أصل جميع الأسر من أفراد ونسبة 2.0% كانوا يعيش معهم شخص وحيد يبلغ من العمر 65 عاماً فما فوق. وبلغ متوسط حجم الأسرة المعيشية 4.79، أما متوسط حجم العائلات فبلغ 5.27.
بلغ العمر الوسطي للسكان 22 عاماً. وكانت نسبة 38.1% من القاطنين تحت سن الثامنة عشر، وكانت نسبة 20.4% بين الثامنة عشر والأربعة وعشرون عاماً، ونسبة 32.4% كانت واقعةً في الفئة العمرية ما بين الخامسة والعشرون حتى والأربعة وأربعون عاماً، ونسبة 7.6% كانت ما بين الخامسة والأربعون حتى الرابعة والستون، ونسبة 1.5% كانت ضمن فئة الخامسة والستون عاماً فما فوق. يوجد لكل 100 أنثى 151.8 ذكر، ويوجد لكل 100 أنثى في الثامنة عشر من عمرها فما فوق 179.2 ذكر.
بلغ متوسط دخل الأسرة في البلدة 31,964 دولار، أما متوسط دخل العائلة فبلغ 25,921 دولار. وكان متوسط دخل الذكور 13,669 دولار مقابل 13,333 دولار للإناث. وسجل دخل الفرد الخاص بالمدينة 7,510 دولار. وكانت نسبة 30.6% من العائلات ونسبة 34.4% من السكان تحت خط الفقر، وكان من هؤلاء نسبة 38.0% تحت سن الثامنة عشر ونسبة 42.6% في الخامسة والستين من العمر وما فوق.

### تعداد عام 2010
بلغ عدد سكان ماتاوا 4,437 نسمة بحسب تعداد عام 2010، وبلغ عدد الأسر 791 أسرة وعدد العائلات 725 عائلة مقيمة في البلدة. في حين سجلت الكثافة السكانية 5,995.9 نسمة لكل ميل مربع (2,315.0/كم2). وبلغ عدد الوحدات السكنية 843 وحدة بمتوسط كثافة قدره 1,139.2 لكل ميل مربع (439.8/كم2).
وتوزع التركيب العرقي للبلدة بنسبة 45.0% من البيض و 1.1% من الأمريكيين الأصليين و 0.1% من الأمريكيين ذوي الأصول الآسيوية و 0.9% من الأمريكيين الأفارقة و 3.4% من عرقين مختلطين أو أكثر.
بلغ عدد الأسر 791 أسرة كانت نسبة 82.8% منها لديها أطفال تحت سن الثامنة عشر تعيش معهم، وبلغت نسبة الأزواج القاطنين مع بعضهم البعض 70.7% من أصل المجموع الكلي للأسر، ونسبة 10.6% من الأسر كان لديها معيلات من الإناث دون وجود شريك، بينما كانت نسبة 10.4% من الأسر لديها معيلون من الذكور دون وجود شريكة وكانت نسبة 8.3% من غير العائلات. تألفت نسبة 2.3% من أصل جميع الأسر من أفراد ونسبة 0.6% كانوا يعيش معهم شخص وحيد يبلغ من العمر 65 عاماً فما فوق. وبلغ متوسط حجم الأسرة المعيشية 5.28، أما متوسط حجم العائلات فبلغ 5.61.
بلغ العمر الوسطي للسكان 22 عاماً. وكانت نسبة 42% من القاطنين تحت سن الثامنة عشر، وكانت نسبة 14.3% بين الثامنة عشر والأربعة وعشرون عاماً، ونسبة 33.1% كانت واقعةً في الفئة العمرية ما بين الخامسة والعشرون حتى والأربعة وأربعون عاماً، ونسبة 8.7% كانت ما بين الخامسة والأربعون حتى الرابعة والستون، ونسبة 1.8% كانت ضمن فئة الخامسة والستون عاماً فما فوق. وتوزع التركيب الجنسي للسكان بنسبة 55.7% ذكور و44.3% إناث.